# بيدرو مارتينز (لاعب كرة الريشة)
بيدرو مارتينز (بالبرتغالية: Pedro Martins‏) هو لاعب كرة الريشة برتغالي، ولد في 14 فبراير 1990 في Parchal ‏ في البرتغال.

## وصلات خارجية
- بيدرو مارتينز على موقع BWF.tournamentsoftware.com (الإنجليزية)
- بيدرو مارتينز على موقع BWFbadminton.com (الإنجليزية)
- بيدرو مارتينز على موقع اللجنة الأولمبية الدولية (الإنجليزية)
- بيدرو مارتينز على موقع أوليمبيديا (الإنجليزية)